# هيربرت كيلبن
هيربرت كيلبن (بالإنجليزية: Herbert Kilpin)‏ (مواليد 24 يناير 1870 وتوفي 22 أكتوبر 1916) هو لاعب ومدرب كرة قدم إنجليزي راحل، وهو أول من أسس نادي إيه سي ميلان الإيطالي مع زميليه ألفريد إدواردز وديفيد أليسون.
بدأ مسيرته الكروية مع نادي نوتس أوليمبيك، وبعدها انتقل إلى نادي سانت أندروز، وفي عام 1891 انتقل إلى نادي تورينو الإيطالي، ولعب معهم حتى عام 1899، وفي عام 1900 أصبح كابتن لنادي إيه سي ميلان الإيطالي، ولعب معهم حتى عام 1907، وشارك معهم في 32 مباراة رسمية وسجل 13 أهداف.
وقد درب نادي إيه سي ميلان منذ عام 1900 وحتى عام 1906 كأول مدرب في تاريخ النادي.

## السنوات الأولى
ولد كيلبن في نوتنغهام يوم 24 يناير 1870، عمل والده كجزار وترعرع مع تسعة إخوه وأخوات يكبرونه. وبعد تركه للمدرسة عمل كمساعد في مستودع دانتل في مدينته. كانت ولعًا بكرة القدم منذ الصغر، حيث شارك -بعمر 13 عامًا فقط- في تأسيس نادي صغير لهواة كرة القدم سمي على البطل القومي الإيطالي جوزيبي غاريبالدي، وارتدى لاعبو الفريق اللون الأحمر.

## الإنجازات

### كلاعب
- إيه سي ميلان
  - الدوري الإيطالي: 1901, 1906, 1907

### كمدرب
- إيه سي ميلان
  - الدوري الإيطالي: 1901, 1906

## روابط خارجية
- صفحة اللاعب على magliarossonera.it (بالإيطالية)

| مناصب رياضية      | مناصب رياضية         | مناصب رياضية |
| ----------------- | -------------------- | ------------ |
| سبقه ديفيد أليسون | قائد ميلان 1900-1908 | تبعه راديكا  |

لم يتم العثور على روابط لمواقع التواصل الاجتماعي.